# Walter Kollmann
Walter Kollmann (17 de junho de 1932 – 16 de maio de 2017) foi um futebolista austríaco, que atuava como defensor.

## Carreira
Walter Kollmann competiu na Copa do Mundo FIFA de 1954, sediada na Suíça, na qual a seleção de seu país terminou na terceira colocação dentre os 16 participantes.